# یوژنو-سوخوکومسک
شهر یوژنو-سوخوکومسک (به روسی: Южно-Сухокумск) در کشور روسیه و در جمهوری داغستان واقع شده‌است.